# Keith Elphinstone
Sir George Keith Buller Elphinstone KBE (* 11. Mai 1865 in Edinburgh; † 6. Juli 1941) war ein Elektro- und Maschinenbauingenieur.

## Leben
Seine Eltern waren Captain Edward Charles Buller Elphinstone (von den 92nd Highlanders) und Elizabeth Harriet Clerk, die Tochter von Sir George Clerk aus Penicuik.
Er besuchte die Charterhouse School und machte 1884 eine einjährige Lehre bei den Elektroingenieuren Woodhouse and Rawson in London, bevor er bei der Elphinstone-Vincent Electro Dynamo Machine Company in der 79½ Gracechurch Street (seines Bruders oder Onkels) begann. Im Mai 1886 wurde er Studienmitglied der Society of Telegraph Engineers and Electricians. Zwischen 1887 und 1891 machte er zwei weitere Ausbildungen bei der neuen London Electric Company (die ehemalige Grosvenor Gallery) und bei Professor Alexander Kennedy am University College, gefolgt von einem Praktikum bei der Brush Electrical Engineering Company in Leicester.
1891 übernahm er von Richard Theiler die Firma M W Theiler & Sons, und als diese 1893 mit Elliott Brothers fusionierte, wurde er Partner. In den nächsten zwei Dekaden entwickelte er verschiedene elektrische und mechanisch Instrumente für Straßenverkehr, Eisenbahn und Luftfahrt. Im April 1896 wurde er Mitglied der Institution of Electrical Engineers.
Bekannt ist er vor allem für seine Entwicklungsarbeiten im Bereich der Marine-Feuerüberwachungsanlagen. In Lizenz baute er den Anschütz-Kreiselkompass. Er war beteiligt am Schieß-Rechner von Prinz Louis von Battenberg und dann, im Jahr 1902, mit dem von Captain John S. Dumaresq. Diese frühen Analogrechner veralteten schnell und wurden 1911 durch Dreyer Fire Control Tables ersetzt.
Er blieb bis 1931 bei Elliott Brothers und war für einige Jahre Vorsitzender der Gesellschaft.
1920 wurde er als Knight Commander des Order of the British Empire geadelt.
Am 25. April 1899 hatte er Katherine Amy (1868/9–1925), eine Tochter von Oberst Alfred James Wake RA aus Blackheath, geheiratet, mit der er eine Tochter hatte. Am 16. Februar 1926 heiratete er Isobel Penrose (* 1876/7), eine Tochter von Sir Theodore Fry, First Baronet.